# Beatriz Cervantes Mandujano
Beatriz Cervantes Mandujano (Chiconcuac de Juárez, 2 de septiembre de 1976) es una política mexicana perteneciente al Partido Revolucionario Institucional. Entre los años 2000 y 2003 fue diputada por la LVIII Legislatura del Congreso de la Unión de México.

## Biografía
Cervantes se vinculó al Partido Revolucionario Institucional a comienzos de la década de 1990. En 1995 se convirtió en coordinadora distrital del Frente Juvenil Revolucionario (FJR). Durante la década ejerció otros cargos dentro del partido como Secretaria de Brigadas del FJR, Secretaria de la Comisión Municipal Electoral en Chiconcuac y Coordinadora Distrital para la selección del candidato a la gobernatura del estado.
En el año 2000 se convirtió en Diputada por la LVIII Legislatura del Congreso de la Unión de México por mayoría relativa, conformando además las comisiones de Equidad y Género, Juventud y Deporte y Fortalecimiento del Federalismo. Al finalizar su periplo continuó ligada al partido PRI, presentando su candidatura a la presidencia municipal de Chiconcuac en 2018.